# خوسيه إف. خيمينيز
خوسيه إف. خيمينيز (بالإنجليزية: José F. Jiménez)‏ هو عسكري أمريكي، ولد في 20 مارس 1946 في مدينة مكسيكو في المكسيك، وتوفي في 28 أغسطس 1969 في محافظة كوانغ نام في فيتنام.